# Amphicnaeia trivitticollis
Amphicnaeia trivitticollis là một loài bọ cánh cứng trong họ Cerambycidae.